# HD 198552
HD 198552，又名BD+17 4431，SAO 106562、HR 7981，是一颗恒星，视星等为6.52，位于銀經63.7，銀緯-16.21，其B1900.0坐标为赤經20h 46m 1s，赤緯+17° -16.21′ 40″。